# United Grand Lodge of England
The United Grand Lodge of England (fork. UGLE), på dansk også kendt som Den Forenede Engelske Storloge, er verdens ældste storloge, grundlagt 27. december 1813.
The United Grand Lodge of England er det styrende organ for frimureri i England og Wales, samt i enkelte lande der har været en del af Det Britiske Imperium eller medlem af Commonwealth of Nations.
The United Grand Lodge of England er den mest kendte frimurer-storloge, fordi den er det tidligste konkrete bevis på frimureriets eksistens.
Selvstændige frimurerorganisationer verden over kan opnå anerkendelse af The United Grand Lodge of England. I Danmark er det Den Danske Frimurerorden, der er anerkendt.

## Øverste ledere
Den øverste leder af The United Grand Lodge of England kaldes for Grand Master (dansk: Stormester). The United Grand Lodge of Englands stormestre gennem tiden er følgende:
- Prins August Frederik, hertug af Sussex (1813-1843)
- Thomas Dundas, 2. jarl af Zetland (Shetlandsøerne) (1844-1870)
- George Robinson, 1. marquis og 2. jarl af Ripon (1870-1874)
- Edward, fyrste af Wales (senere Edward 7.) (1874-1901)
- Prins Arthur, hertug af Connacht og Strathearn (1901-1939)
- Prins George, hertug af Kent (1939-1942)
- Henry Lascelles, 6. jarl af Harewood (1942-1947)
- Edward Cavendish, 10. hertug af Devonshire (Devon) (1947-1950)
- Lawrence Lumley, 11. jarl af Scarbrough (1951-1967)
- Prins Edward, hertug af Kent (1967-)